# A szelistyei asszonyok
A szelistyei asszonyok Mikszáth Kálmán a Légrády Testvérek gondozásában 1901-ben megjelent, 12 fejezetből álló romantikus, népmondai ihletésű, történelmi regénye.

## Történet
Egy erdélyi faluban, Szelistyén az asszonyok a török elleni harcok miatt férfiak nélkül maradtak, ezért a helyi nemes úrhoz fordulnak segítségért. A megoldásra eredetileg ígéretet tevő Szilágyi Mihályt börtönbe záratja Mátyás király, ennek következtében az uralkodónak kellene megoldania a problémát. Mivel Mátyás az ottani lányokról és asszonyokról ellentmondásos híreket kap, mustrát kér Dóczy Györgytől.
A szelistyei asszonyok egy része nem különösebben szép, egyesek pedig kifejezetten rútak, a küldöttségbe három más vidékekről hozott szépséget választanak. Várpalotán a király közben azt a csínyt gondolja ki, hogy a hozzá közel álló nemesek szolgálóknak adják ki magukat, a szolgák uraknak, a király szerepét pedig udvari bolondja, Mujkó játssza el.

## Szereplők
- Mátyás király
- Schramm Mária
- Gergely Anna
- Vuca (Veturia)
- Korják Vencel, ifjú kocsmáros
- Rostó Mihály, prefektus
- Mujkó
- Szilágyi Mihály
- Dóczy György

## Feldolgozások
- 1949-ben a Magyar Rádió Rácz György rendezésében rádiójátékot készített a történetből.[1]
- 1964-ben a kisregényből Mit csinált felséged 3-tól 5-ig? címmel 83 perces színes filmvígjáték készült Darvas Iván főszereplésével, Makk Károly rendezésében.
- 1974-ben mutatták be az Itt járt Mátyás király 3 részes televíziós sorozat Lukács Sándor főszereplésével, Sándor Pál rendezésében.[2]
- 2000-ben a Rádiószínház készítette el Sinkovits Imre közreműködésével az elbeszélés 10 részes feldolgozását.[3]
- 2021-ben hangoskönyv készült Benedek Miklós előadásában (Titis Hangosregény Kiadó) ISBN 9786155157707